# Euroloppet
Die Euroloppet-Serie verbindet insgesamt 15 Skilanglauf-Marathonrennen in ganz Europa. An dieser Rennserie, die vom Europäischen Skimarathonverband (EUC) veranstaltet wird, nehmen jährlich ca. 42.000 Skilangläufer teil. Unter den Teilnehmern findet man vor allem Freizeitsportler, aber auch viele Weltcup-Athleten erfreuen sich am besonderen Flair dieser Massensportveranstaltungen.
Nach erfolgreicher Teilnahme an acht verschiedenen Euroloppet-Veranstaltungen (Kurz- oder Langdistanz) in maximal 10 Jahren erhält man den Titel Euroloppet Champion. Nimmt man an drei verschiedenen Euroloppet-Rennen innerhalb eines Jahres teil, so wird man zusätzlich mit dem Titel Euroloppet-Racer ausgezeichnet.
Zusätzlich veranstaltet der Europäische Skimarathon Verband im Rahmen der Euroloppet Rennen jährlich die Skimarathon-Europameisterschaften. Dabei können neben Spitzenathleten auch Hobbyläufer um den Titel Skimarathon Europameister in einer Gesamtwertung und in Altersklassen (5 Jahresschritte) kämpfen.

## Euroloppet-Wettkämpfe
Zur Euroloppet-Serie zählen 15 Rennen in 11 europäischen Ländern.
| Veranstaltung                     | Austragungsort      | Distanz klassische Technik | Distanz freie Technik |
| --------------------------------- | ------------------- | -------------------------- | --------------------- |
| Marathon de Bessans               | Bessans             | 25 km                      | 42 / 21 km            |
| Biela Stopa                       | Kremnica            | 20 km                      | 48 / 25 km            |
| Marxa Beret                       | Val d’Aran          | 42 / 20 / 10 km            |                       |
| Internationaler Tiroler Koasalauf | St. Johann in Tirol | 42 / 25 km                 | 50 / 30 km            |
| Engelbrektsloppet                 | Norberg             | 60 / 30 km                 |                       |
| Kammlauf                          | Mühlleithen         | 50 / 25 km                 | 25 km                 |
| Gsieser Tal-Lauf                  | Südtirol            | 42 / 30 km                 | 42 / 30 km            |
| Gommerlauf                        | Oberwald VS         | 21 km                      | 30 / 20 km            |
| Šumavský Skimaraton               | Kvilda              | 45 / 22 km                 | 20 km                 |
| Ganghoferlauf                     | Leutasch            | 50 / 25 km                 | 42 / 20 km            |
| Skadi Loppet                      | Bodenmais           | 42 / 20 km                 | 30 km                 |
| Vuokatti Hiihto                   | Vuokatti            | 60 / 30 km                 | 60 / 30 km            |
| 7-Mila                            | Vindeln             | 74 / 40 / 25 km            |                       |
| Murmansk Skimarathon              | Murmansk            |                            | 50 km                 |
| Ugra Skimarathon                  | Chanty-Mansijsk     |                            | 50 km                 |